# 空知商工信用組合
空知商工信用組合（そらちしょうこうしんようくみあい）は、北海道美唄市に本店を置く信用組合である。
ATMでは、しんくみ お得ねっと提携信用組合のカードによる出金は自組合扱いとなる。

## 概要
当組合は美唄市に本店を置き、主に美唄市と空知総合振興局管内の3大都市（岩見沢市・滝川市・深川市）を中心に営業活動が行われている。2000年12月に経営破綻した道央信用組合の受皿金融機関として名乗りを上げ、上川管内の南部にも店舗を設けているが、空知総合振興局管内でも歌志内市と夕張市には店舗がない。
なお、当組合の設立は1943年だが、1951年の信用金庫法制定に基づく信用金庫転換は行わず、信用組合として営業を続け今日に至っている。

## 沿革[3]
- 1953年3月 美唄信用組合として設立。
- 1953年4月 業務を開始する。
- 1958年12月 空知商工信用組合に改称。岩見沢支店開設。
- 1960年12月 砂川支店開設。
- 1963年8月 長沼出張所開設。
- 1964年9月 奈井江支店開設。
- 1965年9月 長沼出張所を移転し、長沼支店として開設。
- 1967年12月 三笠支店開設。
- 1968年12月 栗山支店開設。
- 1977年10月 札幌支店開設。
- 1978年11月 美園支店開設。
- 1980年10月 東苗穂支店開設。
- 1996年11月 全国信用組合共同センター（SKC）に加盟。
- 2001年7月 道央信用組合（本店・滝川市）より事業を譲り受ける。滝川、芦別、赤平、深川、富良野、上富良野、留萌の各支店として営業。
- 2008年12月 長沼支店を廃店し、出張所（ATM）へ転換。
- 2017年10月 信組 ATM 通帳記帳提携開始。
- 2017年11月 金融機能強化法に基づき金融庁から公的資金を投入される。
- 2018年11月 奈井江、三笠、美園、芦別、深川、上富良野の6支店を廃店し、出張所（ATM）へ転換(深川支店は移転の上、ATMのみ開設。)[4]。
- 2019年10月 留萌支店を廃店し、出張所（ATM）へ転換[5]。
- 2020年7月 北海道銀行とのＡＴＭ相互無料提携開始[6]。
- 2020年8月 長沼出張所（ATM）を長沼町役場庁舎内へ移設[7]。